# Trofeo Città di San Vendemiano
De Trofeo Città di San Vendemiano is een Italiaanse wielerwedstrijd die jaarlijks wordt verreden in San Vendemiano, in de regio Veneto. 
De koers werd in 1947 opgericht onder de naam Gran Premio Industria e Commercio di San Vendemiano en is sinds 2008 onderdeel van de UCI Europe Tour met een classificatie van 1.2U, wat betekent dat hij enkel toegankelijk is voor wielrenners onder de 23 jaar (beloften). 
Van 1947-1997 werden de edities in de maand juni verreden. Van 1998-2016 afwisselend in mei of juni. Vanaf 2017 worden de wedstrijden in april verreden, de enige twee uitzonderingen zijn 2020, vanwege de coronapandemie op de aangepaste wielerkalender op 20 september verreden, en 2022 toen deze op 27 maart plaatsvond.
Bekende oud-winnaars zijn onder andere Marzio Bruseghin, Ivan Basso, Maksim Belkov, Sacha Modolo, Simon Clarke, Enrico Barbin en Gianni Moscon.

## Lijst van winnaars

### Meervoudige winnaars
| Overwinningen | Renner       | Jaren      |
| ------------- | ------------ | ---------- |
| 2             | Carlo Tonon  | 1977, 1980 |
| 2             | Mirko Gualdi | 1990, 1992 |

### Overwinningen per land
| Overwinningen | Land                                                                        |
| ------------- | --------------------------------------------------------------------------- |
| 56            | Italië                                                                      |
| 2             | Rusland                                                                     |
| 1             | Australië, België, Denemarken, Joegoslavië, Oostenrijk, Slovenië, Frankrijk |

2005 · 
2006 · 
2007 · 
2008 · 
2009 · 
2010 · 
2011 · 
2012 · 
2013 · 
2014 · 
2015 · 
2016 · 
2017 ·
2018 ·
2019 ·
2020 ·
2021 ·
2022 ·
2023 ·
2024 ·
2025
Belangrijkste etappewedstrijden

Internationaal Wegcriterium · Driedaagse Brugge-De Panne · Ronde van de Alpen · Vierdaagse van Duinkerke · Ronde van Beieren · Ronde van Noorwegen · Ronde van België · Ronde van Luxemburg · Ronde van Oostenrijk · Ronde van Wallonië · Ronde van Burgos · Ronde van Denemarken · Arctic Race of Norway · Ronde van Groot-Brittannië
Belangrijkste eendaagse wedstrijden

Trofeo Laigueglia · GP Lugano · GP Nobili Rubinetterie · Dwars door Vlaanderen · Scheldeprijs · Brabantse Pijl · GP Kanton Aargau · Brussels Cycling Classic · GP Fourmies · Primus Classic Impanis-Van Petegem · Ronde van de Drie Valleien · Milaan-Turijn · Ronde van Piemonte · Ronde van het Münsterland · Ronde van Emilia · Parijs-Tours · GP Bruno Beghelli